# Vectidraco
Vectidraco daisymorrisae
Genre
Espèce
Vectidraco (qui signifie «dragon de l'Île de Wight») est un genre fossile de petits ptérosaures de la super-famille des Azhdarchoidea. Ses restes fossiles n'ont été découverts qu'en Angleterre, dans les sédiments du Wealdien plus précisément dans un niveau datant du début de l'Aptien, soit environ 124 Ma (millions d'années), au cours du Crétacé inférieur.
Une seule espèce est rattachée au genre, Vectidraco daisymorrisae, décrite par Darren Naish (d), Martin Ian Simpson (d) et Gareth John Dyke (d) en 2013.

## Découverte

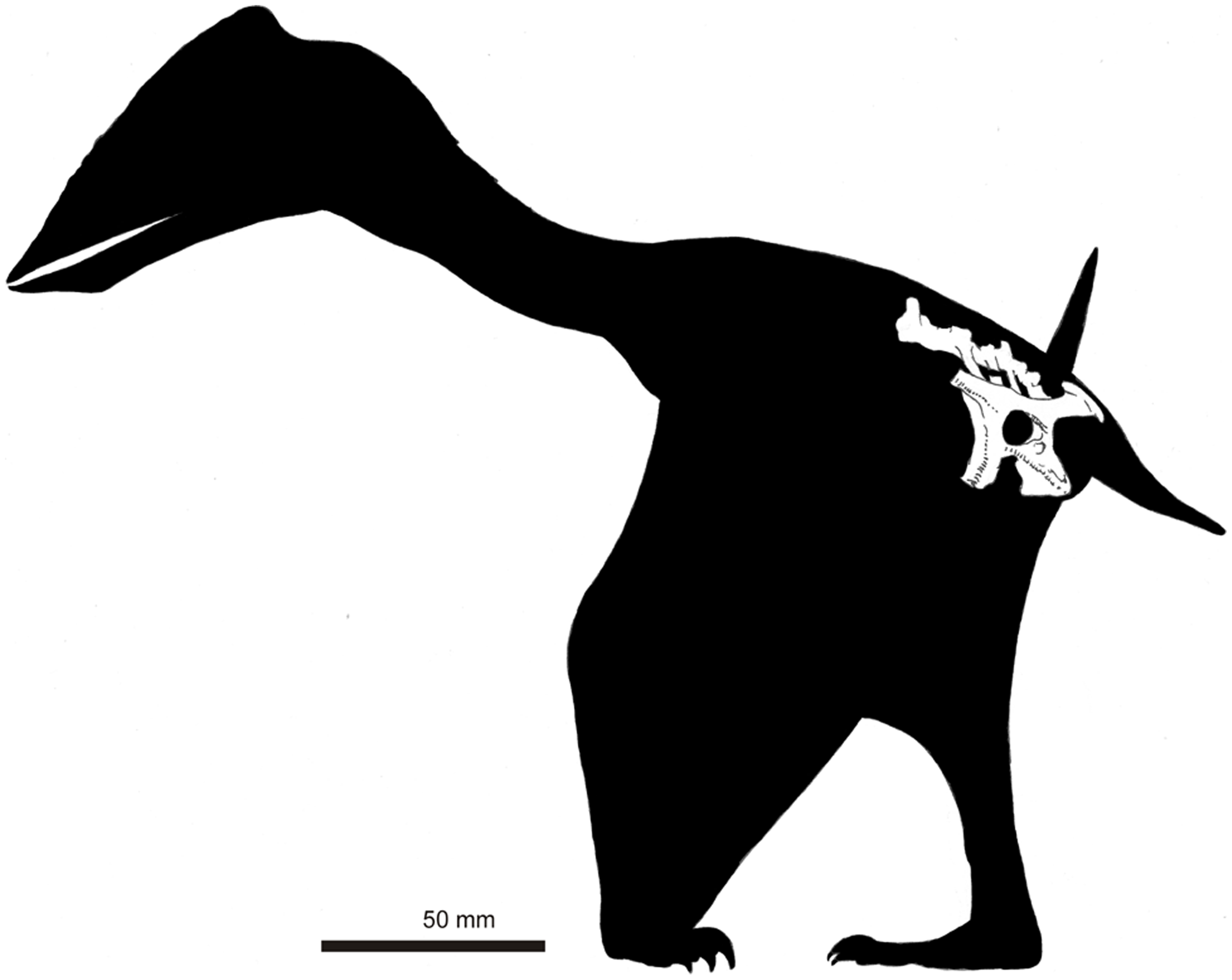
Silhouette de Vectidraco et position des os découverts.

En novembre 2008, une petite fille de quatre ans, Daisy Morris, qui habite à Whitwell, sur l'île de Wight, découvre de petits os sur une falaise près d'Atherfield Point, sur la côte sud-ouest de l'île. Ses parents récoltent ensuite tous les morceaux de roche comprenant des fossiles qu'ils peuvent découvrir. La découverte de Daisy est authentifiée par le paléontologue Martin I. Simpson (en) de l'université de Southampton,. La famille Morris a fait don du fossile au musée d'histoire naturelle de Londres.
L'espèce est décrite en 2013 par les paléontologues Darren Naish (d), Martin Ian Simpson (d) et Gareth John Dyke (d) dans l'article A New Small-Bodied Azhdarchoid Pterosaur from the Lower Cretaceous of England and Its Implications for Pterosaur Anatomy, Diversity and Phylogeny, publié par la revue scientifique en ligne PLOS ONE. Ils baptisent l'espèce type Vectidraco daisymorrisae. Le nom générique vient de Vectis, le nom romain de l'île de Wight, et de dracō, « dragon » en latin. L'épithète spécifique honore quant à lui la découvreuse du fossile,. Simpson est également l'auteur d'un livre pour enfants sur la découverte de Daisy Morris, Daisy and the Isle of Wight Dragon.
Le seul spécimen connu, l'holotype NHMUK PV R36621, a été découvert dans la Atherfield Clay Formation du Lower Greensand Group, une couche d'argile de la zone à Deshayesites forbesi, sous-zone à Deshayesites fittoni, datant du début de l'Aptien, il y a environ 124 millions d'années. Les fossiles découverts sont le côté gauche du pelvis, l'ischium droit, la vertèbre dorsale arrière et les trois premières vertèbres sacrales d'un spécimen jeune adulte ou adulte.

## Description
Vectidraco est un ptérosaure relativement petit. Le pelvis découvert mesure quatre centimètres. L'envergure de Vectidraco est estimée à 75 centimètres et la taille de son corps à 35 centimètres. Les auteurs estiment qu'il n'avait pas de dents et qu'il avait une crête sur sa tête.
Plusieurs caractéristiques uniques, autapomorphiques, ont été établies. L'articulation de la hanche est délimitée sur son coin supérieur arrière par un creux triangulaire. Ce creux est surplombé par une crête s'étendant vers le bas à l'arrière. L'arête avant de l'ilium possède également un creux à peu près ovale.

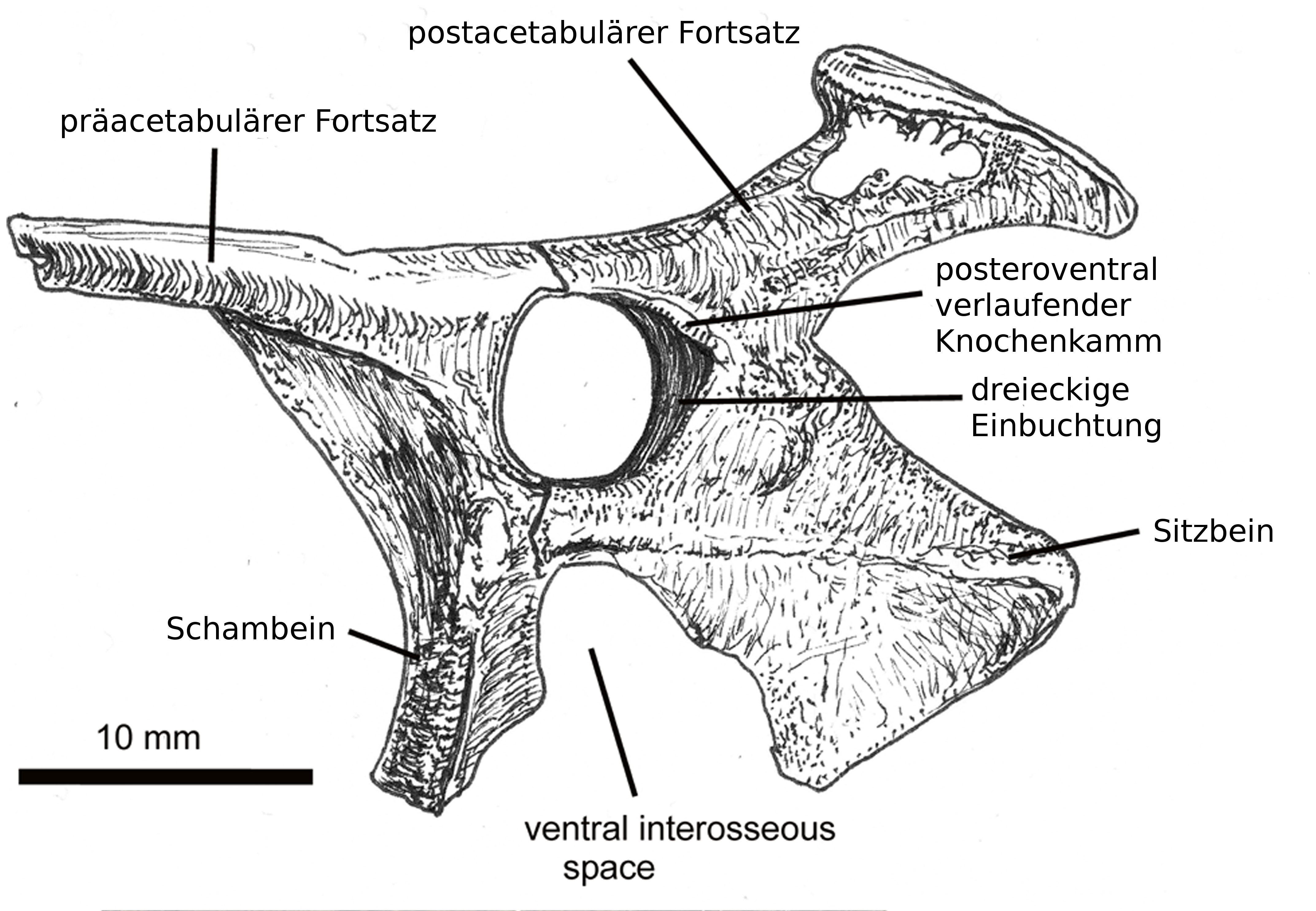
Dessin du pelvis de Vectidraco.

Des dommages à l'ilium montrent la présence de camellate bone, de poches d'airs internes. Toutes les vertèbres découvertes sont pneumatisées.
Vectidraco a été classé dans les Azhdarchoidea. Si cela est correct, cela ferait de lui l'un des plus petits azhdarchoïdes connus.

### Publication originale
- [2013] (en) D. Naish, M. Simpson et G. Dyke, « A new small-bodied Azhdarchoid pterosaur from the Lower Cretaceous of England and its implications for pterosaur anatomy, diversity and phylogeny », PLoS ONE, vol. 8, no 3,‎ 2013, e58451 (PMID 23526986, PMCID 3601094, DOI 10.1371/journal.pone.0058451).